# Górka (herb szlachecki)

Herb Górka

Górka (Chorke, Garcke, Gorck, Gorke, Gurck, Putkamer odmienny, błędnie Jorck, Jork) – kaszubski herb szlachecki, według Przemysława Pragerta odmiana herbu Putkamer. Nie należy mylić tego herbu i rodziny jego używającej z Górkami herbu Łodzia.

## Opis herbu
Opis z wykorzystaniem zasad blazonowania, zaproponowanych przez Alfreda Znamierowskiego:
W polu srebrnym rybogryf błękitny z orężem złotym, językiem i ogonem czerwonym. Klejnot: nad hełmem w koronie trzy pióra strusie, srebrne między błękitnymi, pomiędzy dwiema siekierami błękitnymi na styliskach złotych. Labry błękitne, podbite srebrem.
Herb przedstawiano też z odmiennymi barwami. W starym herbarzu Siebmachera, rybogryf był cały czarny, zaś pióra w klejnocie czarne i srebrne. W herbarzu wygasłej szlachty pomorskiej rybogryf jest cały błękitny (niezgodnie z opisem w tym samym dziele), zaś w Uzupełnieniach do herbarza wygasłej szlachty pruskiej, w opisie rybi ogon jest złoty, a na rysunku całość jest czerwona.

## Najwcześniejsze wzmianki
Herb najwcześniej pojawia się na pieczęci Blasiusa Chorke z 1566. Następnie herb pojawił się na mapie Pomorza Lubinusa z 1618, następnie u Bagmihla (Pommersches Wappenbuch) i w Nowym Siebmacherze.

## Rodzina Górków
Rodzina osiadła w ziemi słupskiej i lęborskiej. Dawne, błędne zapisy nazwiska sprawiały, że mylono ją z kaszubskimi Jarkami albo nawet zachodniopomorskimi Jorkami. Kaszubska rodzina Górków nie ma z nimi nic wspólnego, podobnie jak z polskimi Górkami herbu Łodzia. Majątkowo porównywalni byli (przynajmniej w XVI wieku) z Krokowskimi i Wejherami. Pierwsza wzmianka na temat rodu pochodzi z 1480 (Peter Chorke w Karznicy i Rębowie), następne z lat: 1523 (synowie Jurgen Chorken w Wicku), 1531 (Blasius Chorke w Karżnicy, Rębowie i Wicku), 1575, 1601 (Chorcke, Chorcken), 1605 (Chorcken), 1628 (Paul i Raphael Chorken), 1648 (Pan Chork), 1665, 1669, 1688, 1714 (Kacper Mikołaj i Jan Fryderyk von Gorck). Ostatnia wzmianka dotyczy ostatnich przedstawicieli kaszubskiej gałęzi rodu; zmarli oni nie pozostawiając męskiego potomka. Kacper był w latach 1683 i 1684 marszałkiem sejmiku lęborskiego. W 1721 oblatowany był jego testament, z datą 15 listopada, zmarł zapewne pod koniec tego roku. W 1722 obaj bracia wzmiankowani są jako nieżyjący, ich dobra odziedziczył szlachcic z Prus, Gothard Maciej Walraba, który sprzedał je w 1724 Janowi Jerzemu Ossowskiemu herbu Wussow. Dłużej przetrwała linia Górków, która osiadła w Prusach Wschodnich. Wzmiankowani są tam w 1665 (Kaspar von Gorck, wojskowy brandenburski w Czaszkowie), 1739-43 (Moritz Ludwig, syn Kaspara). Moritz Ludwig sprzedał Czaszkowo w 1787 i osiadł w Barwicach, gdzie zmarł jako ostatni z rodu 9 lipca 1790. Z racji podobieństwa herbów uważa się, że rodzina ta była boczną gałęzią Putkamerów herbu Putkamer.

## Herbowni
Górka (Chorcke, Chork, Chorke, Gorck, Gorcken, Goreke, Göreke, Gork, Gorka, Gorke, Gurck, błędnie Dorcken, Jark, Jarke, Jorck, Jork, York).